# Acanthoplus speiseri
Acanthoplus speiseri är en insektsart som beskrevs av Brancsik 1896. Acanthoplus speiseri ingår i släktet Acanthoplus och familjen vårtbitare. Inga underarter finns listade i Catalogue of Life.